# Break It Off
«Break It Off» (укр. Давай займемось сексом) — четвертий сингл барбадоської співачки Ріанни з її другого студійного альбому A Girl Like Me, записаний з участю Шона Пола, випущений 13 листопада 2006 року.

## Трек-лист
Цифрове завантаження
1. «Break It Off» — 3:33

## Чарти
| Чарт (2006)               | Позиція |
| ------------------------- | ------- |
| США Billboard Hot 100     | 95      |
| США Pop Songs (Billboard) | 16      |

| Чарт (2007)                    | Позиція |
| ------------------------------ | ------- |
| Бельгія (Ultratip 50 Flanders) | 10      |
| США Billboard Hot 100          | 9       |
| США Pop Songs (Billboard)      | 6       |